# ارتش جمهوری صرب بوسنی
ارتش جمهوری صرب بوسنی (Војска Републике Српске (ВРС)) (که با نام ارتش صرب‌های بوسنی نیز شناخته می‌شود) ارتش دولت خودمختار جمهوری صرب بوسنی بود. در سال ۲۰۰۶ این ارتش با ارتش بوسنی و هرزگوین ادغام شد.